# Jorge Henderson
Jorge Henderson Palacios (Lima, 28 de marzo de 1955) es un presentador, periodista y productor de radio y televisión peruano. Es conocido por la conducción del programa Enhorabuena, el primer magacín peruano de señal abierta centrado en músicos hispanohablantes.

## Biografía
Jorge Henderson Palacios nació un 28 de marzo de 1955, en la ciudad de Lima, en Perú. Tras acabar sus estudios escolares, comenzó a trabajar en el Seguro Social del Perú en 1972. Comenzó su carrera comunicacional en 1976, con el programa Mundo musical iberoamericano, como conductor, dedicado a la emisión de canciones en español. Más tarde, participó como conductor en el programa La revista del momento, en Radio Miraflores, donde además debutó como entrevistador.
En 1982, pasa a la televisión como productor de contenidos del programa Frente a frente.
Entre 1984 y 1994, fue presentador y director del programa de novedades de América Televisión: Enhorabuena. Se caracterizaba por ser el único entrevistador y distribuidor de músicos del ámbito internacional de la época. Entre las entrevistas realizadas, figuran las de Camilo Sesto, Pandora y Yuri. En 1986, se realizó una gira nacional para promover la música del país. En 2002, Enhorabuena se reestrenó por un breve periodo.
Además, participó como gerente de producción del canal.
Apareció también en programas periodísticos como Contacto directo (que condujo el comunicador y político Alfredo Barnechea), Visión (de César Hildebrandt) y Frente a frente (del político Alfonso Baella Tuesta). Adicionalmente, presentó el programa de debate Tal cual.
Jorge obtuvo seis trofeos del Círculo de Cronistas del Espectáculo (Circe): cinco reconocimientos con el trofeo Gente del Año, que otorgaba la revista Gente, y cinco estatuillas entregadas por la revista Teleguía, entre otros reconocimientos.
Desde 2012, conduce el espacio radial Volviendo a casa, actualmente llamado En hora buena, de Radio Felicidad (Grupo RPP).
En 2016, Henderson postuló para el Congreso de la República con el Partido Político Orden. En 2019, conduce el espacio de radio Henderson, la leyenda, vía Radio Exitosa. 
En los posteriores años, es jurado de la nueva temporada del ciclo Grandes batallas del programa de imitaciones Yo soy, donde comparte esta labor con la comediante y actriz peruana Katia Palma, el productor musical mexicano Mauri Stern y la modelo peruana Janick Maceta. 

## Trayectoria televisiva
Fuente:
| Año       | Título       | Rol                             | Canal              |
| --------- | ------------ | ------------------------------- | ------------------ |
| 1984-1992 | Enhorabuena  | Presentador                     | América Televisión |
| 1993-1995 | Tal cual     | Conductor                       | Frecuencia Latina  |
| 1998      | Así es       | Conductor                       | Red Global         |
| 2021-2022 | Yo soy       | Jurado                          | Latina Televisión  |
| 2023      | El gran chef | Participante, abandono personal | Latina Televisión  |

## Vida personal
En la década del 2000, se le detecta una cirrosis hepática en estado avanzado y fue internado en el hospital Edgardo Rebagliati. El trasplante de hígado se realizó, en 2012, después de estar en silla de ruedas por tres años.

### Escándalo por posible tráfico de órganos
Luego de la cirugía a Jorge, el padre del supuesto donante acusó que la cirugía provendría de un tráfico de órganos, ya que el DNI en cuestión no contaba con la aprobación de dicha acción.